# Marcin Pietrowski
Marcin Pietrowski (Danzica, 1º marzo 1988) è un calciatore polacco, difensore del Tylko Lechia Danzica.

## Palmarès

### Club

#### Competizioni nazionali
- Campionato polacco di seconda divisione: 1

Lechia Danzica: 2007-2008
- Campionato polacco: 1

Piast Gliwice: 2018-2019